# آشور بيل نشيشو
آشور بيل نشيشو كان ملك آشور من 1407 قبل الميلاد حتى 1398 قبل الميلاد. تولى الحكم بعد وفاة أبيه آشور نيراري الثاني. اشتهر بمعاهدته مع الملك كارينداش ملك الكيشيين في ذلك الوقت.